# Тоголезька кухня

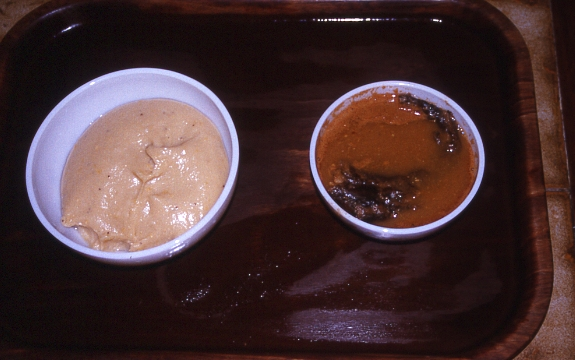

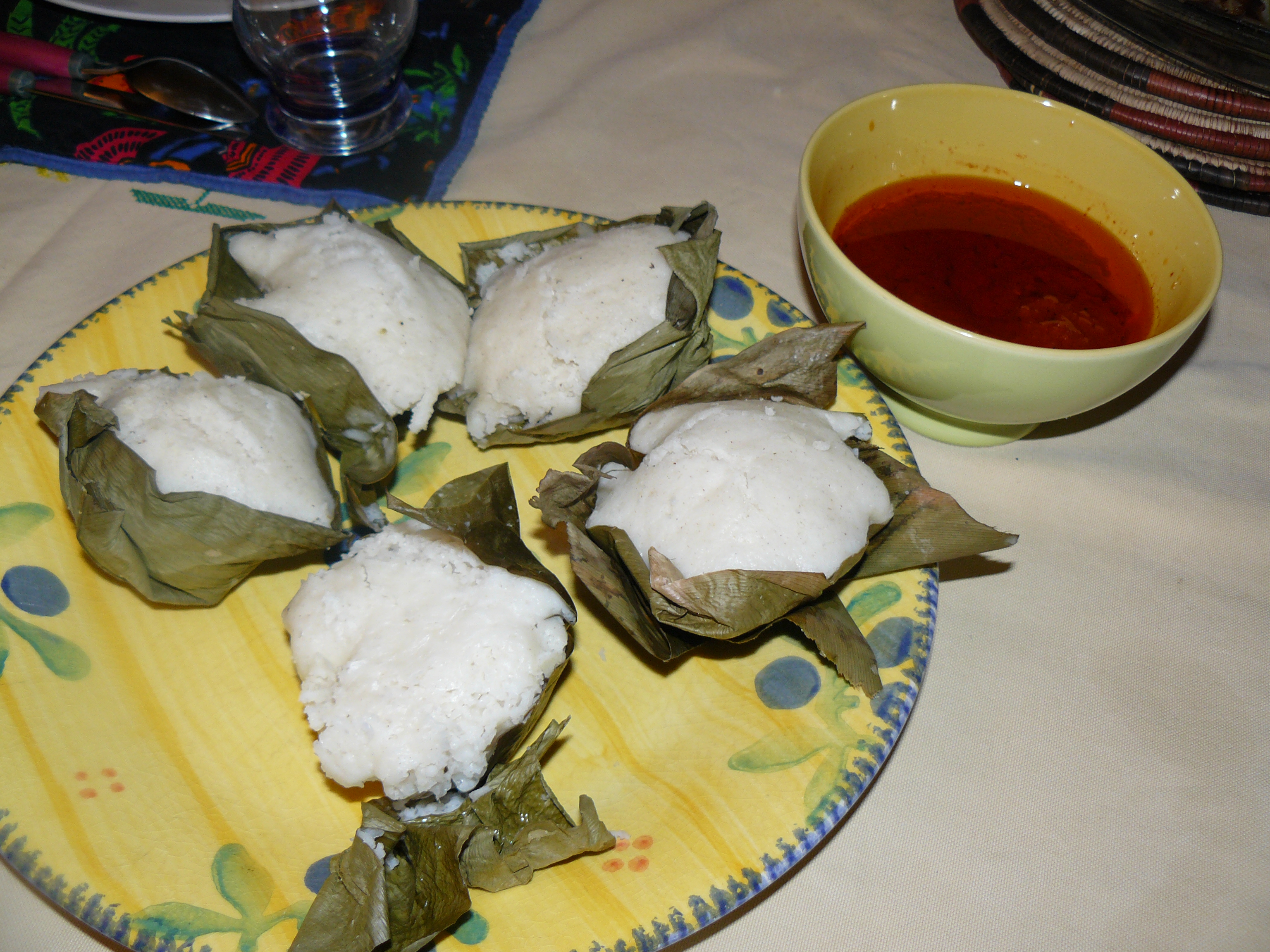

Тоголезька кухня (фр. Cuisine togolaise) — набір кулінарних традицій, характерних для африканської країни Того. Основними її продуктами є кукурудза, просо, рис, ямс, маніока та бобові. Найпоширенішою їжею є кукурудза. Важливим джерелом білка вважається риба, також поширене вживання м'яса диких тварин.

## Традиції та особливості
На Тоголезьку кухню крім африканських вплинули французькі та німецькі кулінарні традиції. У ній існує безліч різних соусів та паштетів з риби і овочів, таких як баклажани, помідори та шпинат. Зазвичай люди в Того схильні їсти вдома, проте ресторани і кіоски з їжею також є. З вуличної їжі поширені арахіс, омлети, відварна кукурудза та креветки. Зі спецій особливо популярний червоний перець. Вживаються такі напої, як пиво та вино.

## Типові страви
- Фуфу - густа каша з коренеплодів та/або злаків.
- Французький багет